# الصانعة (إب)
الصانعه هي إحدى قرى الجمهورية اليمنية. وهي تتبع جغرافيًا لمحافظة إب. وإداريًا لمديرية المخادر. يبلغ تعداد سكانها 2880 نسمة حسب الإحصاء الذي جرى عام 2004.